# ورتام (تگزاس)
ورتام، تگزاس(به انگلیسی: Wortham, Texas) شهری در ایالت تگزاس از ایالات جنوبی ایالات متحده آمریکا است. در سرشماری سال ۲۰۰۰، جمعیت این شهر ۱۰۸۲ نفر اعلام شد.